# Częstotliwość odświeżania monitora
Częstotliwość odświeżania – ilość obrazów wyświetlanych na ekranie monitora w ciągu jednej sekundy, wyrażana w hercach (Hz).
Z definicji wynika, że np. monitor pracujący z częstotliwością odświeżania równą 75 Hz odnawia obraz na ekranie 75 razy w ciągu sekundy.
Organizacja VESA zalecała minimalną akceptowalną dla człowieka częstotliwość odświeżania równą 72 Hz dla rozdzielczości 640x480 i 800x600 oraz 70 Hz dla rozdzielczości 1024x768. Należy wziąć pod uwagę to, że zbyt niskie odświeżanie ekranu CRT może spowodować uszkodzenie wzroku.
Migotanie obrazu nie występuje w przypadku ekranów ciekłokrystalicznych, gdzie nie ma efektu zanikania obrazu jak w CRT. W tym przypadku już przy częstotliwości 25 Hz obraz ma akceptowalną płynność w większości zastosowań.

## Częstotliwość odświeżania w monitorach CRT
W monitorach kineskopowych (CRT) wyróżnia się poziomą i pionową częstotliwość odświeżania.
- Częstotliwość odświeżania pionowego podaje, ile razy w ciągu sekundy odświeżany jest cały ekran.
- Częstotliwość odświeżania poziomego określa, ile razy w ciągu sekundy wiązka wędruje wzdłuż linii poziomej i wraca na jej początek. Częstotliwość ta jest wyrażana w kilohercach (kHz). Wiązka w monitorze pracującym z częstotliwością odświeżania poziomego równą 120 kHz przebiega wzdłuż ekranu 120 000 razy w ciągu sekundy. Liczba linii poziomych zależy od aktualnej rozdzielczości – 1600x1200 oznacza 1200 linii w poziomie. Częstotliwość odświeżania poziomego to liczba linii pomnożona przez częstotliwość pionową. Aby obliczyć czas potrzebny na przebycie całej powierzchni ekranu, należy uwzględnić też okres potrzebny wiązce na powrót do górnego lewego rogu ekranu. Oznacza to zwiększenie o mniej więcej 5% czasu potrzebnego na przebycie całej powierzchni ekranu.